# Victor Stepaniuk
Victor Stepaniuk (ur. 13 lipca 1958 w Costești, Rejon Ialoveni), mołdawski polityk, wicepremier Mołdawii od 16 stycznia 2008 do 25 września 2009.

## Życiorys
Victor Stepaniuk ukończył historię na Państwowym Uniwersytecie Mołdawii w Kiszyniowie. Po studiach, w latach 1975–1986 pracował jako nauczyciel języka i literatury rosyjskiej oraz nauczyciel historii. Od 1986 do 1996 pełnił funkcję dyrektora szkoły w Hansca oraz szkoły średniej Costeşti, w rejonie Ialoveni. 
Od 1996 do 2008 Stepaniuk wchodził w skład parlamentu z ramienia Partii Komunistów Republiki Mołdawii. 16 stycznia 2008 został mianowany wicepremierem w rządzie premiera Vasile Tarleva. W marcu 2008 zachował stanowisko w gabinecie premier Zinaidy Greceanîi. Urząd zajmował do 25 września 2009.
Victor Stepaniuk jest żonaty, ma troje dzieci.